# Igeltjärnen (Rättviks socken, Dalarna, 675710-146214)
Igeltjärnen är en sjö i Rättviks kommun i Dalarna och ingår i Dalälvens huvudavrinningsområde.